# 暮蟬悲鳴時解 目明篇
《暮蟬悲鳴時解 目明篇》是07th Expansion製作的《暮蟬悲鳴時》系列遊戲的第五作；作為解答篇「暮蟬悲鳴時解」的第一作。

## 概要
本篇是綿流篇的解答篇，從園崎詩音的角度講述整個故事。
玩家通過本篇可以了解「綿流篇」事件發生的全貌及前因後果。
另外值得一提的是，目明篇跟綿流篇是兩個不同的世界，在輪迴的碎片中，各種故事可以發生數多次。

## 故事簡介
故事發生在前原圭一搬進雛見澤村的一年之前，即昭和57年。
受園崎家家主之命被幽禁在全日制學園的園崎詩音在園崎組組員葛西的相助下成功脫逃。此后詩音潜伏在興宮，在與孿生姐姐魅音取得聯絡的同時繼續隱藏自己的身份。
一天，在興宮購物的詩音和在两年前一對因事故身亡的水壩工程贊成派夫婦的遺子北條悟史相遇……
詩音將魅音擊昏後，將她關在拷問房的地牢，首先殺死園崎魎，再來將公由村長縊死。
之後詩音開始假扮魅音。
然而梨花發現詩音的異常，本來要偷襲詩音（推測是注射抑制詩音異常症狀的藥物），但被詩音捉住，最後覺得與其被拷問致死，不如先在這裡撤退，就拿菜刀自刎了。
之後因為梨花一直沒有回家，所以沙都子打電話去了園崎家，詩音接了電話並跟她說：「晚餐做的太多了，梨花已經在吃了，不如你也來吃吧」而沙都子就騎腳踏車到園崎家，卻被詩音捉住，最後拷問致死。
此時詩音已經完全瘋了。
一方面興宮的警方也開始深入調查。
假扮成魅音的詩音對圭一謊稱「詩音」還活著，便將他騙進拷問室地牢，之後將他擊昏。挾持魅音將身分交換回來，便將魅音推入深井內死亡。
之後因為精神已經異常，攀爬護欄逃出公寓並找出圭一。用刀刺殺圭一後，逃回公寓。
但最後卻因為回來途中失足墜樓身亡，造成了悲慘的結局。
因為刀的不直接命中心臟，圭一因此獲救與醫院和大石交談完，而後詩音從床底出現拿起槌子就敲了下去...。
（推測是圭一因雛見澤症候群而出現幻覺。）

## 出版書籍

### 漫畫
- 作畫：方條ゆとり、全4卷。

| 集數 | 史克威爾艾尼克斯 | 史克威爾艾尼克斯       | 青文出版社     | 青文出版社             | 玉皇朝        | 玉皇朝                |
| 集數 | 發售日期         | ISBN                   | 發售日期       | ISBN                   | 發售日期      | ISBN                  |
| ---- | ---------------- | ---------------------- | -------------- | ---------------------- | ------------- | --------------------- |
| 1    | 2007年1月27日    | ISBN 978-4-7575-1928-2 | 2008年12月26日 | ISBN 978-986-209-684-0 | 2009年1月7日  | ISBN 978-988-801285-5 |
| 2    | 2007年7月27日    | ISBN 978-4-7575-2059-2 | 2009年1月13日  | ISBN 978-986-209-738-0 | 2009年2月17日 | ISBN 978-988-801319-7 |
| 3    | 2007年12月22日   | ISBN 978-4-7575-2189-6 | 2009年2月15日  | ISBN 978-986-209-745-8 | 2009年3月12日 | ISBN 978-988-801340-1 |
| 4    | 2008年6月21日    | ISBN 978-4-7575-2308-1 | 2009年3月23日  | ISBN 978-986-209-780-9 | 2009年4月16日 | ISBN 978-988-801379-1 |

### 小說
- 著：龍騎士07，插圖：ともひ

暮蟬悲鳴之時 解 第一話～目明篇～
| 集數 | 講談社       | 講談社                 | 尖端出版社     | 尖端出版社             |
| 集數 | 發售日期     | ISBN                   | 發售日期       | ISBN                   |
| ---- | ------------ | ---------------------- | -------------- | ---------------------- |
| 上   | 2008年5月7日 | ISBN 978-4-06-283664-7 | 2011年11月15日 | ISBN 978-957-10-4676-1 |
| 下   | 2008年6月3日 | ISBN 978-4-06-283665-4 | 2011年12月9日  | ISBN 978-957-10-4677-8 |

文庫版
| 集數 | 星海社        | 星海社                 |
| 集數 | 發售日期      | ISBN                   |
| ---- | ------------- | ---------------------- |
| 上   | 2011年9月9日  | ISBN 978-4-06-138918-2 |
| 下   | 2011年10月7日 | ISBN 978-4-06-138920-5 |

## 動畫
動畫《暮蟬悲鳴時》第16～21話。  
- 第16話 目明篇 其之壹 初戀
- 第17話 目明篇 其之貳 了斷
- 第18話 目明篇 其之叁 鬼之血脈
- 第19話 目明篇 其之肆 復仇
- 第20話 目明篇 其之伍 冰冷的手
- 第21話 目明篇 其之陸 斷罪

## 廣播劇CD
出版：HOBiRECORDS、代理：WAYUTA。
與動畫版配音員相異
- 北條悟史：（Drama  CD）齋賀觀月（動畫版）小林優

## 外部連結
- アニメ公式サイト：「目明し編」 （页面存档备份，存于）
- 小説版「目明し編」 | 星海社文庫 『ひぐらしのなく頃に』 | 最前線 （页面存档备份，存于）